# Датвиси
Датвиси (груз. დათვისი) — село в Грузии, в муниципалитете Душети края Мцхета-Мтианети. 

## География
Село расположено в северной части края, в 60 километрах по прямой к северо-востоку от центра муниципалитета Душети. Высота центра — 1620 метров над уровнем моря.

## Население
По данным переписи населения 2014 года, в селе проживало 10 человек.
| Год  | Население | Мужчины | Женщины |
| ---- | --------- | ------- | ------- |
| 1926 | 114       | 50      | 64      |
| 2002 | 19        | 10      | 9       |
| 2014 | 10        | 7       | 3       |